# 스쿠비-두! 뮤직 오브 더 뱀파이어
스쿠비-두! 뮤직 오브 더 뱀파이어(Scooby-Doo! Music of the Vampire)는 미국에서 제작된 데이빗 블록 감독의 2012년 애니메이션, 모험, 가족 영화이다. 오바 바바툰디 등이 주연으로 출연하였다.

## 출연

### 주연
- 오바 바바툰디
- 제프 베넷
- 줄리앤 부쉐어
- 크리스티안 캠벨
- 민디 콘

### 조연
- 짐 커밍스
- 그레이 딜라일
- 매튜 릴라드
- 롭 폴슨
- 민디 스테어링